# Pablo Ricardi
Pablo Ricardi (Buenos Aires, 25 februari 1962) is een Argentijns schaker, met een FIDE-rating van 2492 in 2006 en rating 2479 in 2016. Hij is, sinds 1985, een grootmeester.
Vijf keer won hij het schaakkampioenschap van Argentinië (1994, 1995, 1996, 1998, and 1999). Ook in september 2005 speelde hij mee in het toernooi om het kampioenschap van Argentinië, toen eindigde hij met 6 punten uit 9 ronden op de tweede plaats.
Hij werd ook, gedeeld of ongedeeld, eerste in La Paz 1987 (Pan-Amerikaans schaakkampioenschap), Buenos Aires 1991 (7e Konex internationaal open schaaktoernooi), Villa Gesell 1996, Buenos Aires 2003, en Santiago 2006.
Ricardi speelde elf keer voor Argentinië in Schaakolympiades, van 1984 tot 2006. 
In 2000 ontving hij een Konex Award als de belangrijkste Argentijnse schaker van het afgelopen decennium.

## Externe koppelingen
- (en)   Informatie over schaakpartijen van Pablo Ricardi op ChessGames.com
- (en)   Informatie over schaakpartijen van Pablo Ricardi op 365chess.com
- (en)  FIDE-ratinggegevens voor Pablo Ricardi